# Église du Sacré-Cœur-de-Jésus de Doboj
Pour les articles homonymes, voir Église du Sacré-Cœur.
L'église du Sacré-Cœur-de-Jésus est située en Bosnie-Herzégovine, dans la ville de Doboj et sur le territoire de la ville de Doboj. Elle a été construite entre 2001 et 2005.